# Реково (гміна Волін)
Реково (пол. Rekowo) — село в Польщі, у гміні Волін Каменського повіту Західнопоморського воєводства.
Населення — 161 особа (2011).
У 1975—1998 роках село належало до Щецинського воєводства.

## Демографія
Демографічна структура станом на 31 березня 2011 року:
|          | Загалом | Допрацездатний вік | Працездатний вік | Постпрацездатний вік |
| -------- | ------- | ------------------ | ---------------- | -------------------- |
| Чоловіки | 77      | 21                 | 53               | 3                    |
| Жінки    | 84      | 18                 | 51               | 15                   |
| Разом    | 161     | 39                 | 104              | 18                   |